# World Athletics Indoor Tour
El World Athletics Indoor Tour, anteriormente IAAF World Indoor Tour, es una serie anual de reuniones de atletismo en pista cubierta que se lleva a cabo desde 2016. Fue diseñado tomando como modelo la Liga de Diamante con el fin de elevar el perfil del atletismo bajo techo, y sustituyó al circuito Indoor Permit de la IAAF.
El circuito constaba inicialmente de cuatro reuniones, tres en Europa y uno en los Estados Unidos, que precedieron al Campeonato Mundial de Atletismo en Pista Cubierta de 2016 en Portland. Los ganadores del Tour se clasifican automáticamente para los Campeonatos del Mundo en pista cubierta, igual que los ganadores de la Liga de Diamante para los Campeonatos del Mundo al aire libre. El circuito se introdujo inicialmente para dos temporadas.
En 2017 se añadió un mitin en Düsseldorf, y el de Estocolmo fue sustituido por la International Copernicus Cup, una competición clásica celebrada en Toruń, Polonia. En 2018 se dio carácter permanente al circuito y se agregó el Meeting Villa de Madrid. Para 2020 se agregó una séptima etapa en Liévin, Francia.
El circuito se amplió en 2021 al introducir tres niveles de competición: Oro, Plata y Bronce, a semejanza del World Athletics Continental Tour al aire libre. En 2022 se añadió un cuarto nivel: Challenger.
El circuito está organizado para permitir la celebración de los grandes campeonatos bajo techo, como el Campeonato Mundial de Atletismo en Pista Cubierta, el Campeonato Europeo de Atletismo en Pista Cubierta y, en su caso, los campeonatos nacionales.

## Ediciones
| Año  | Reuniones | Inicio                  | Fin                   |
| ---- | --------- | ----------------------- | --------------------- |
| 2016 | 4         | 6 de febrero            | 20 de febrero         |
| 2017 | 5         | 28 de enero             | 18 de febrero         |
| 2018 | 6         | 3 de febrero            | 25 de febrero         |
| 2019 | 6         | 26 de enero             | 20 de febrero         |
| 2020 | 7         | 25 de enero             | 21 de febrero         |
| 2021 | 25        | 24 de enero             | 27 de febrero         |
| 2022 | 36        | 22 de enero             | 13 de marzo           |
| 2023 | 54        | 21 de enero             | 11 de marzo           |
| 2024 | 54        | 29 de diciembre de 2023 | 24 de febrero de 2024 |

## Encuentros (nivel Oro)
La temporada del World Athletics Indoor Tour es considerablemente más corta que la de la Liga de Diamante al aire libre, con una duración de poco más de un mes, y las reuniones a menudo se llevan a cabo con solo unos días de diferencia. Las reuniones en Karlsruhe y Boston son las únicas que han estado siempre presentes en la historia del circuito. La incorporación más reciente son los Millrose Games de Nueva York, introducidos en 2022. Por lo general, los principales campeonatos internacionales tienen lugar después de la conclusión del circuito.
| # | Encuentro                             | Estadio                                                                | Ubicación                           | 2016 | 2017 | 2018 | 2019 | 2020 | 2021 | 2022 | 2023 |
| - | ------------------------------------- | ---------------------------------------------------------------------- | ----------------------------------- | ---- | ---- | ---- | ---- | ---- | ---- | ---- | ---- |
| 7 | New Balance Indoor Grand Prix         | Reggie Lewis Track and Athletic Center / Ocean Breeze Athletic Complex | Boston/ Nueva York (Estados Unidos) | X    | X    | X    | X    | X    | X    | X    | X    |
| 7 | Indoor Meeting Karlsruhe              | Dm-Arena                                                               | Karlsruhe (Alemania)                | X    | X    | X    | X    | X    | X    | X    | X    |
| 6 | Müller Indoor Grand Prix              | Commonwealth Arena / Utilita Arena Birmingham                          | Glasgow/ Birmingham (Reino Unido)   | X    | X    | X    | X    | X    | -    | X    | X    |
| 6 | Copernicus Cup                        | Arena Toruń                                                            | Toruń (Polonia)                     | -    | X    | X    | X    | X    | X    | X    | X    |
| 5 | Villa de Madrid Indoor Meeting        | Centro Deportivo Municipal Gallur                                      | Madrid (España)                     | -    | -    | X    | X    | X    | X    | X    | X    |
| 4 | PSD Bank Meeting                      | Arena-Sportpark                                                        | Düsseldorf (Alemania)               | -    | X    | X    | X    | X    | -    | -    | -    |
| 3 | Meeting Hauts de France Pas de Calais | Arena Stade Couvert de Liévin                                          | Liévin (Francia)                    | -    | -    | -    | -    | X    | X    | X    | X    |
| 1 | Globen Galan                          | Ericsson Globe                                                         | Estocolmo (Suecia)                  | X    | -    | -    | -    | -    | -    | -    | -    |
| 1 | Banskobystricka latka                 | Stiavnicky Sport Hall                                                  | Banská Bystrica (Eslovaquia)        | -    | -    | -    | -    | -    | X    | -    | -    |
| 1 | Millrose Games                        | Fort Washington Avenue Armory                                          | Nueva York (Estados Unidos)         | -    | -    | -    | -    | -    | -    | X    | X    |

## Sistema de puntuación
En cada reunión se compite en un mínimo de 12 pruebas, entre ellas un grupo central de cinco o seis pruebas alternando en cada ciclo de dos temporadas.
Por ejemplo: las pruebas centrales de los circuitos de 2016 y 2018 fueron los 60 m, 800 m, 3000/5000 m, salto con pértiga, triple salto y lanzamiento de peso para hombres, y los 400 m, 1500 m, 60 m con vallas, salto de altura y salto de longitud para mujeres.
En 2017 y 2019 las pruebas del circuito fueron los 60m, 800m, 3000/5000m, salto con pértiga, triple salto y lanzamiento de peso femeninos, así como los 400m, 1500m, 60m vallas, salto de altura y salto de longitud masculinos.
Se asignan 10, 7, 5 y 3 puntos, respectivamente, para el primer, segundo, tercer y cuarto clasificado en cada competición.
El ganador absoluto individual de cada evento recibe un premio de 20 000 $ y la clasificación directa para la siguiente edición de los Campeonatos Mundiales de Atletismo en Pista Cubierta, siempre que su federación acceda a inscribir al atleta. En 2021 los ganadores recibieron un premio adicional de otros 10 000 $.

## Reuniones actuales

### 2024
Este es el calendario para 2024.
| Reunión                                                                  | Estadio                           | Ciudad     | País            | Fecha         |
| ------------------------------------------------------------------------ | --------------------------------- | ---------- | --------------- | ------------- |
| World Athletics Indoor Tour 2024 - Calendario de encuentros de nivel Oro |                                   |            |                 |               |
| Astana Indoor Meet for Amin Tuyakov Prizes                               | Track & Field complex QAZAQSTAN   | Astaná     | Kazajistán      | 27 de enero   |
| Czech Indoor Gala                                                        | Atletická hala                    | Ostrava    | República Checa | 30 de enero   |
| New Balance Indoor Grand Prix                                            | The Track at New Balance          | Boston     | Estados Unidos  | 4 de febrero  |
| ORLEN Copernicus Cup                                                     | Arena Toruń                       | Toruń      | Polonia         | 6 de febrero  |
| Meeting Hauts-de-France Pas-de-Calais «Trophée EDF»                      | Arena Stade Couvert               | Liévin     | Francia         | 10 de febrero |
| Millrose Games                                                           | Armory Track&Field Center         | Nueva York | Estados Unidos  | 11 de febrero |
| World Indoor Tour Gold Madrid 2024                                       | Centro Deportivo Municipal Gallur | Madrid     | España          | 23 de febrero |

## Ganadores
Los ganadores anuales en cada prueba central del circuito han sido los siguientes:

### Carreras masculinas
| Año  | 60 m            | 400 m           | 800 m           | 1500 m          | 3000 m                  | 60 mv          |
| 2016 | Michael Rodgers | –               | Adam Kszczot    | –               | Augustine Kiprono Choge | –              |
| 2017 | –               | Pavel Maslák    | –               | Bethwell Birgen | –                       | Orlando Ortega |
| 2018 | Su Bingtian     | –               | Adam Kszczot    | –               | Yomif Kejelcha          | –              |
| 2019 | –               | Nathan Strother | –               | Samuel Tefera   | –                       | Jarret Eaton   |
| 2020 | Ronnie Baker    | –               | Collins Kipruto | –               | Getnet Wale             | –              |
| 2021 | –               | Pavel Maslák    | –               | Selemon Barega  | –                       | Grant Holloway |
| 2022 | Elijah Hall     | –               | Elliot Giles    | –               | Lamecha Girma           | –              |
| 2023 | –               | Jereem Richards | –               | Neil Gourley    | –                       | Grant Holloway |

### Concursos masculinos
| Año  | Salto de longitud      | Triple salto         | Salto de altura   | Salto con pértiga | Lanzamiento de peso |
| 2016 | –                      | Omar Craddock        | –                 | Shawnacy Barber   | Tim Nedow           |
| 2017 | Godfrey Khotso Mokoena | –                    | Donald Thomas     | –                 | –                   |
| 2018 | –                      | Nelson Évora         | –                 | Piotr Lisek       | Tomáš Staněk        |
| 2019 | Juan Miguel Echevarría | –                    | Naoto Tobe        | –                 | –                   |
| 2020 | –                      | Hugues Fabrice Zango | –                 | Armand Duplantis  | Filip Mihaljevic    |
| 2021 | Juan Miguel Echevarría | –                    | Gianmarco Tamberi | –                 | –                   |
| 2022 | –                      | Lázaro Martínez      | –                 | Armand Duplantis  | Konrad Bukowiecki   |
| 2023 | Thobias Montler        | –                    | Hamish Kerr       | –                 | –                   |

### Carreras femeninas
| Año  | 60 m            | 400 m                  | 800 m            | 1500 m          | 3000 m               | 60 mv             |
| 2016 | –               | Lisanne de Witte       | –                | Axumawit Embaye | –                    | Nia Ali           |
| 2017 | Gayon Evans     | –                      | Joanna Jóźwik    | –               | Hellen Onsando Obiri | –                 |
| 2018 | –               | Léa Sprunger           | –                | Genzebe Dibaba  | –                    | Christina Manning |
| 2019 | Ewa Swoboda     | –                      | Habitam Alemu    | –               | Alemaz Samuel        | –                 |
| 2020 | –               | Justyna Święty-Ersetic | –                | Gudaf Tsegay    | –                    | Christina Clemons |
| 2021 | Javianne Oliver | –                      | Habitam Alemu    | –               | Lemlem Hailu         | –                 |
| 2022 | –               | Justyna Święty-Ersetic | –                | Gudaf Tsegay    | –                    | Devynne Charlton  |
| 2023 | Aleia Hobbs     | –                      | Keely Hodgkinson | –               | Lemlem Hailu         | –                 |

### Concursos femeninos
| Año  | Salto de longitud         | Triple salto    | Salto de altura            | Salto con pértiga  | Lanzamiento de peso |
| 2016 | Lorraine Ugen             | –               | Marie-Laurence Jungfleisch | –                  | –                   |
| 2017 | –                         | Patricia Mamona | –                          | Nicole Büchler     | Anita Márton        |
| 2018 | Sosthene Taroum Moguenara | –               | Mariya Lasitskene          | –                  | –                   |
| 2019 | –                         | Yulimar Rojas   | –                          | Anzhelika Sidorova | Christina Schwanitz |
| 2020 | Maryna Bekh-Romanchuk     | –               | Yaroslava Mahuchikh        | –                  | –                   |
| 2021 | –                         | Liadagmis Povea | –                          | Iryna Zhuk         | Auriol Dongmo       |
| 2022 | Lorraine Ugen             | –               | Eleanor Patterson          | –                  | –                   |
| 2021 | –                         | Liadagmis Povea | –                          | Alysha Newman      | Sarah Mitton        |

1. 1 2  Compitió como atleta neutral autorizada

## Récords del World Athletics Indoor Tour
Actualizados al final de la edición de 2023.
Récords masculinos
| Evento              | Registro | Atleta                 | Nacionalidad   | Fecha                 | Lugar         | Ref    |
| ------------------- | -------- | ---------------------- | -------------- | --------------------- | ------------- | ------ |
| 60 metros           | 6.43     | Su Bingtian            | China          | 6 de febrero de 2018  | Düsseldorf    |        |
| 400 metros          | 45.34    | Michael Norman         | Estados Unidos | 13 de febrero de 2021 | Staten Island | [ 6 ]  |
| 800 metros          | 1:43.63  | Elliot Giles           | Reino Unido    | 17 de febrero de 2021 | Toruń         |        |
| 1500 metros         | 3:31.04  | Samuel Tefera          | Etiopía        | 16 de febrero de 2019 | Birmingham    |        |
| 3000 metros         | 7:23.81  | Lamecha Girma          | Etiopía        | 15 de febrero de 2023 | Liévin        | [ 7 ]  |
| 60 metros vallas    | 7.29     | Grant Holloway         | Estados Unidos | 24 de febrero de 2021 | Madrid        | [ 8 ]  |
| Salto de altura     | 2.35 m   | Naoto Tobe             | Japón          | 2 de febrero de 2019  | Karlsruhe     | [ 9 ]  |
| Salto de longitud   | 8.41 m   | Juan Miguel Echevarría | Cuba           | 21 de febrero de 2020 | Madrid        |        |
| Salto de longitud   | 8.41 m   | Miltiadis Tentoglou    | Grecia         | 15 de febrero de 2023 | Liévin        | [ 7 ]  |
| Triple salto        | 17.82 m  | Hugues Fabrice Zango   | Burkina Faso   | 9 de febrero de 2021  | Liévin        | [ 10 ] |
| Salto con pértiga   | 6.19 m   | Armand Duplantis       | Suecia         | 7 de marzo de 2022    | Belgrado      | [ 11 ] |
| Lanzamiento de peso | 22.58 m  | Ryan Crouser           | Estados Unidos | 11 de febrero de 2023 | Nueva York    | [ 12 ] |

Récords femeninos
| Evento              | Registro | Atleta                | Nacionalidad                  | Fecha                 | Lugar      | Ref    |
| ------------------- | -------- | --------------------- | ----------------------------- | --------------------- | ---------- | ------ |
| 60 metros           | 6.98     | Elaine Thompson-Herah | Jamaica                       | 18 de febrero de 2017 | Birmingham |        |
| 400 metros          | 50.20    | Femke Bol             | Países Bajos                  | 15 de febrero de 2023 | Liévin     | [ 7 ]  |
| 800 metros          | 1:57.18  | Keely Hodgkinson      | Reino Unido                   | 25 de febrero de 2023 | Birmingham | [ 13 ] |
| 1500 metros         | 3:53.09  | Gudaf Tsegay          | Etiopía                       | 9 de febrero de 2021  | Liévin     | [ 10 ] |
| 3000 metros         | 8:16.69  | Gudaf Tsegay          | Etiopía                       | 25 de febrero de 2023 | Birmingham | [ 13 ] |
| 60 metros vallas    | 7.76     | Kendra Harrison       | Estados Unidos                | 4 de febrero de 2017  | Karlsruhe  |        |
| Salto de altura     | 2.02 m   | Yaroslava Mahuchij    | Ucrania                       | 31 de enero de 2020   | Karlsruhe  |        |
| Salto de longitud   | 6.96 m   | Maryna Bej-Romanchuk  | Ucrania                       | 8 de febrero de 2020  | Toruń      | [ 14 ] |
| Triple salto        | 15.43 m  | Yulimar Rojas         | Venezuela                     | 21 de febrero de 2020 | Madrid     | [ 15 ] |
| Salto con pértiga   | 4.91 m   | Anzhelika Sidorova    | Atletas Neutrales Autorizados | 8 de febrero de 2019  | Madrid     | [ 16 ] |
| Lanzamiento de peso | 20.03 m  | Chase Ealey           | Estados Unidos                | 11 de febrero de 2023 | Nueva York | [ 12 ] |